# Cantone di Aniane
Il Cantone di Aniane era una divisione amministrativa dell'arrondissement di Lodève. Fino al 1º novembre 2009 ha fatto parte dell'arrondissement di Montpellier.
A seguito della riforma approvata con decreto del 26 febbraio 2014, che ha avuto attuazione dopo le elezioni dipartimentali del 2015, è stato soppresso.

## Composizione
Comprendeva i comuni di:
- Aniane
- Argelliers
- La Boissière
- Montarnaud
- Puéchabon
- Saint-Guilhem-le-Désert
- Saint-Paul-et-Valmalle